# Jovellar, Albay
Jovellar là một đô thị hạng 5 ở tỉnh Albay, Philippines. Theo điều tra dân số năm 2015, đô thị này có dân số 17.308 người trong.
Kinh tế chính của địa phương là nông nghiệp với các sản phẩm như lúa, ngô. Sông
Quipia chảy qua đô thị này và chảy đến Donsol, Sorsogon.

## Các khu phố (barangay)
Jovellar được chia thành 23 khu phố (barangay).
| - Bagacay - Rizal Pob. (Bgy. 1) - Mabini Pob. (Bgy. 2) - Plaza Pob. (Bgy. 3) - Magsaysay Pob (Bgy. 4) - Calzada Pob. (Bgy. 7) - Quitinday Pob. (Bgy. 8) - White Deer Pob. (Bgy. 9) - Bautista - Cabraran - Del Rosario - Estrella | - Florista - Mamlad - Maogog - Mercado Pob. (Bgy. 5) - Salvacion - San Isidro - San Roque - San Vicente - Sinagaran - Villa Paz - Aurora Pob. (Bgy. 6) |